# Michal Kušík
Michal Kušík (ur. 1915, zm. 2000) – słowacki archiwista, historyk i filolog.
Należy do założycieli archiwistyki na gruncie słowackim.
Doprowadził do założenia czasopisma „Slovenská archivistika” oraz przyczynił się do zbudowania Narodowego Archiwum w Bratysławie.

## Publikacje (wybór)
- Urbáre feudálnych panstiev na Slovensku 1. (16. storočie) red. Richard Marsina, Michal Kušík. Bratislava: SAV, 1959, 572 s.
- Urbáre feudálnych panstiev na Slovensku 2. (17. storočie) red. Richard Marsina, Michal Kušík. Bratislava: SAV, 1959, 595 s.
- Archívnictvo v klasifikácii vedy. [w:] „Slovenská archivistika”, roč. 3, 1968, č. 1, s. 3–21.
- Slovenské archívne názvoslovie. [w:] „Slovenská archivistika”, roč. 9, 1974, č. 1, s. 19–46.